# وادي نخلة
وادي نخلة هو أحد أودية مكة المكرمة ويفصل بين مكة والطائف من جهة السيل الكبير. هذا الوادي له مجريان أحدهما جنوبي يسمى وادي نخلة اليمانية والآخر شمالي يسمى وادي نخلة الشامية، ويتصل هذا الوادي بالهدا في الطائف من وادي يسمى الكفو الذي يصب في وادي نخلة اليمانية.

## السكان
سكان وادي نخلة اليمانية قديما هم قبائل معاوية بن تميم من هذيل التي منها بني سهم وبني عمير واليوم يعتبر وادي نخلة من ديار قبائل صليم من هذيل وهم :
- المعطاني

- السعيدي.[1]
- الضمياني
- السويهري.[2]
- العقيلي
- الشفيعي

ويسكن وادي نخلة الشامية قبائل هذلية أخرى مثل:
- الحكمان
- المطارفة.[3]
- نباتة
- بني محيا
- المساعيد

## استماع الجن فيه
وفي رحلة عودة النبي محمد من الطائف مكث في وادي نخلة يقرا القران فاستمعت له وأورد القرطبي خبرها فقال.
| وادي نخلة | حتى اذا كان ببطن نخلة قام من الليل يصلي فمر به نفر من جن اهل نصيبين وكان سبب ذلك ان الجن كانوا يسترقون السمع فلما حرست السماء ورموا بالشهب قال ابليس ان هذا الذي حدث في السماء لشي حدث في الأرض فبعث سراياه ليعرف الخبر أولهم ركب نصيين وهم أشراف الجن إلى تهامة فلما بلغوا بطن نخلة سمعوا النبي صلى الله عليه وسلم يصلي صلاة الغداة ببطن نخلة ويتلوا القران فاستمعوا له وقالوا أنصتوا | وادي نخلة |